# Schloss Kirchlauter

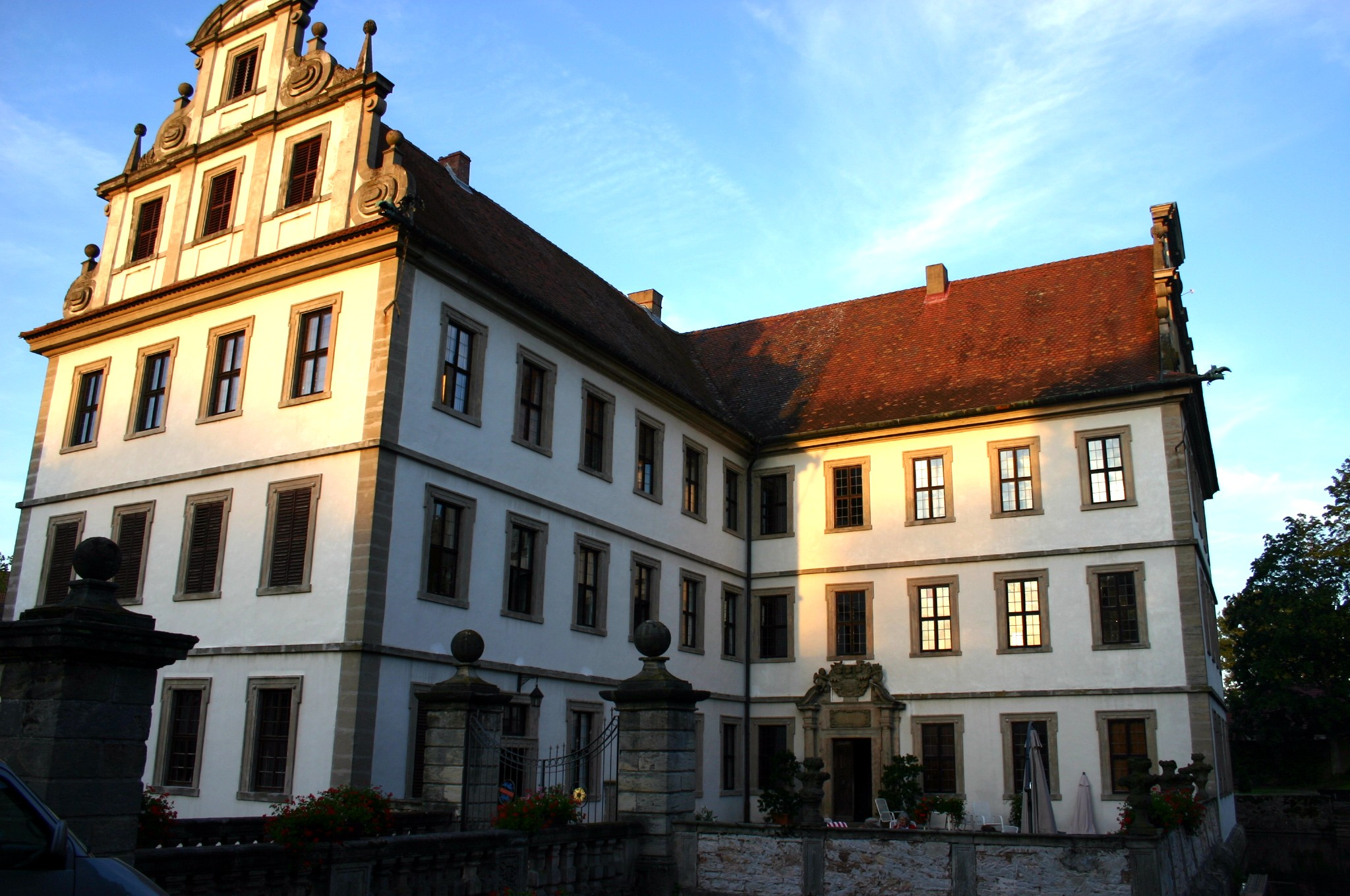
Schloss Kirchlauter, Blick vom Schlosshof

Das Schloss Kirchlauter, auch Guttenberg’sches Wasserschloss genannt, bildet den Mittelpunkt des Dorfes Kirchlauter (Verwaltungsgemeinschaft Ebelsbach) im Landkreis Haßberge in Unterfranken. Die winkelförmige Barockanlage ist in gutem Zustand und wird bewohnt.

## Geschichte
Im Jahr 1511 erhielt Moritz von Guttenberg Kirchlauter als Lehen des Hochstiftes Würzburg. Im 16. Jahrhundert errichteten die Herren von Guttenberg das sogenannte Alte Schloss südwestlich der späteren Schlossanlage, das heute als Verwalterhaus dient. Ab 1689 begann der Würzburger Fürstbischof Johann Gottfried von Guttenberg mit dem Neubau des Wasserschlosses, das im 18. Jahrhundert teilweise umgebaut wurde. Die Freiherren von Guttenberg bewohnten die Anlage bis 1968. Heute gehört das Schloss den Grafen Stauffenberg, denen es durch die Gräfin Elisabeth, eine geborene Freiin von und zu Guttenberg, zufiel. Gegen Ende des Zweiten Weltkrieges wurde Kirchlauter von den Amerikanern beschossen. Auch das Schloss erlitt größere Schäden, die beseitigt wurden.

## Baubeschreibung
Die beiden dreigeschossigen Schlossflügel stehen auf einem quadratischen Sockel und sind von einem gefütterten (gemauerten) Wassergraben umgeben. Den Zugang ermöglicht eine zweijochige Sandsteinbrücke mit Balusterbrüstung und gemauerten Pfeilern. Die Giebel der ziegelgedeckten Satteldächer sind im Westen und Süden durch zweigeschossige, voluten- und obeliskengeschmückte Blenden abgeschlossen. Die sonstige Gliederung ist einfach gehalten. Die profilierten Fenstergewände, Gesimse und rustizierten Eckbänder wurden steinsichtig belassen, die Wandflächen sind weiß verputzt. Das Portal liegt an der Hofseite des Ostflügels und wird von einem ionischen Säulenpaar flankiert. Darüber halten zwei Engelsfiguren das Sandsteinwappen des bischöflichen Bauherren. Im ersten Obergeschoss des Ostflügels ist der Ahnensaal mit seiner reichen Stuckdekoration (um 1730) und zahlreichen Ölporträts erhalten.
Als Baumeister und Architekt ist Heinrich Zimmer überliefert, ein Meister aus dem Umkreis Antonio Petrinis.
Um das Schloss erstreckt sich ein mauerumschlossener Park mit einigen barocken Gartenfiguren und einer Orangerie.
Südwestlich liegt das Alte Schloss vor dem Hauptschloss. Der zweigeschossige Bau trägt ein Fachwerkobergeschoss mit einem Eckerker. Abgeschlossen wird der Schlossbezirk durch die Wirtschaftsgebäude, am Schüttboden ist das Ehewappen Guttenberg-Horneck (um 1720) angebracht.
Schloss Kirchlauter ist ein Spielort der Konzertreihen Musik in fränkischen Schlössern und Musikzauber Franken.

Weitere Ansichten des Schlosses
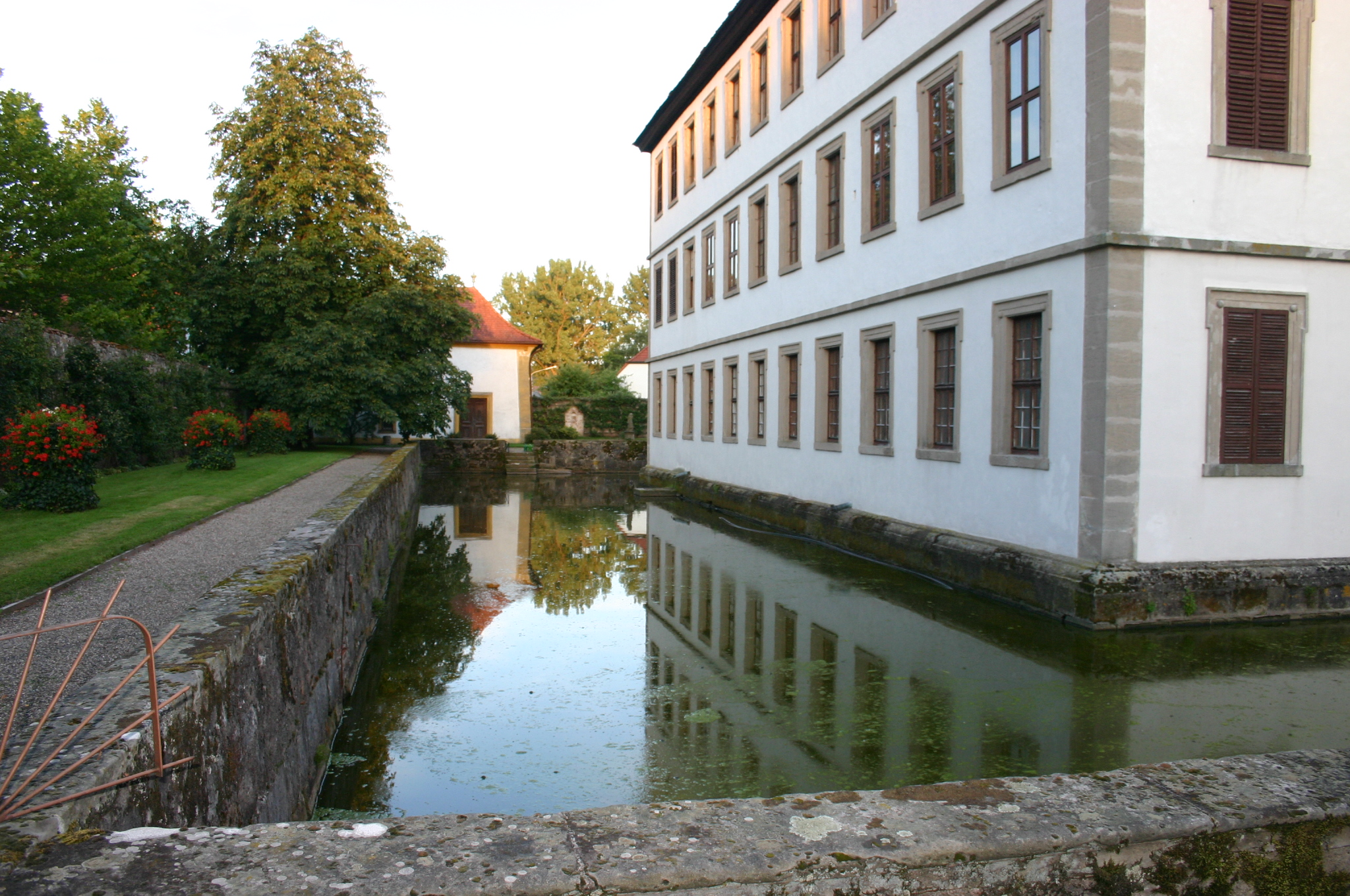
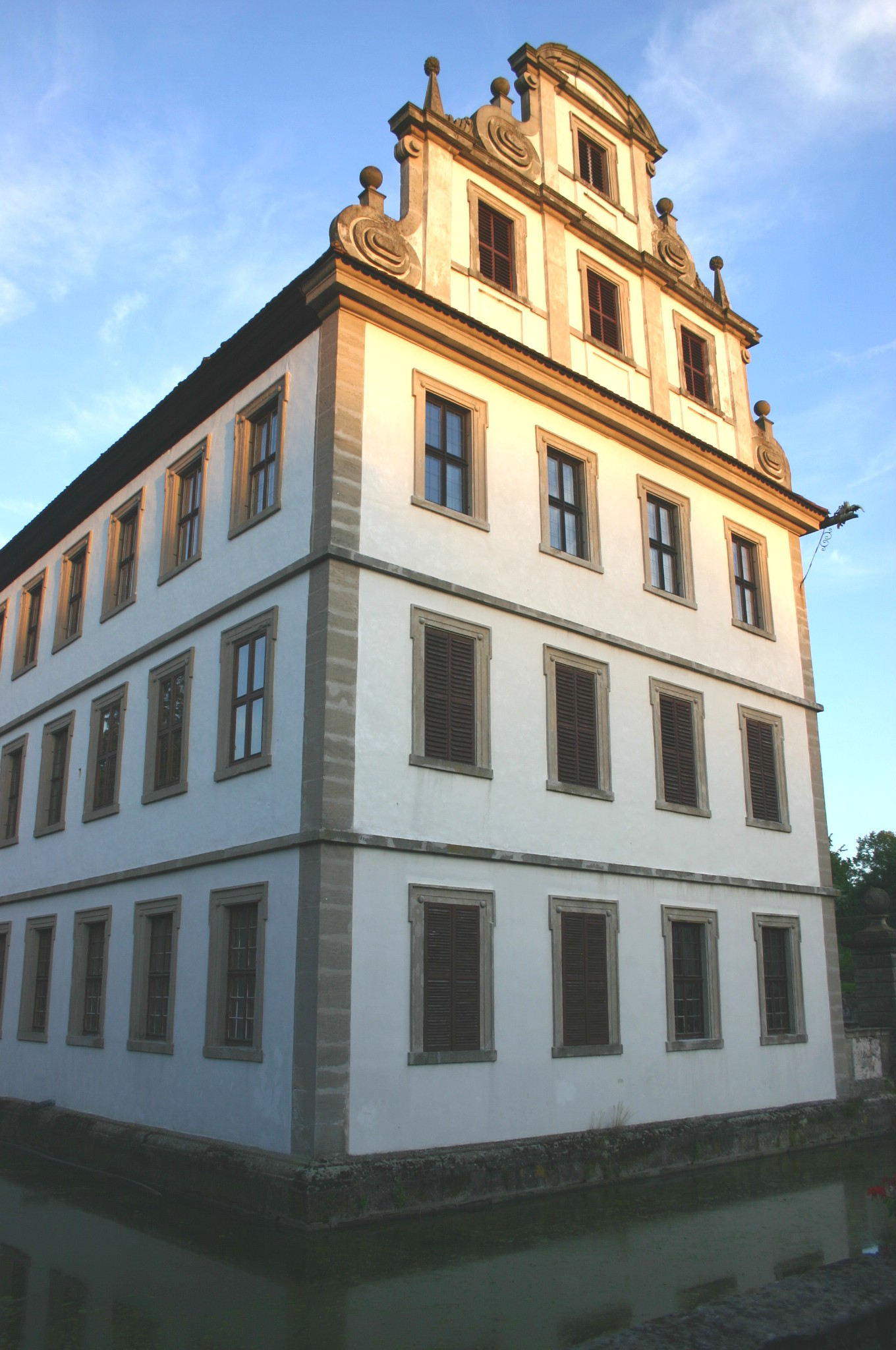
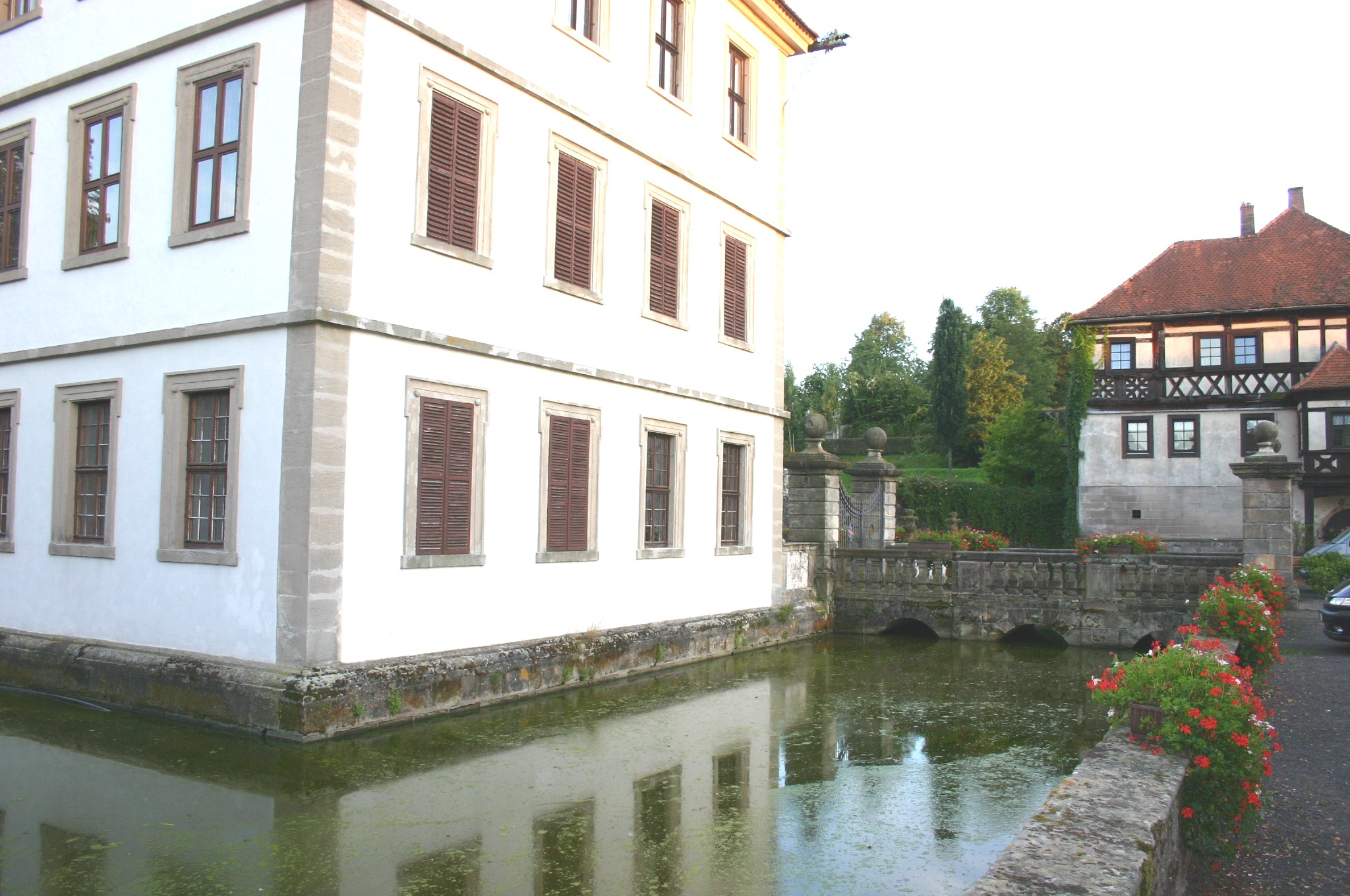
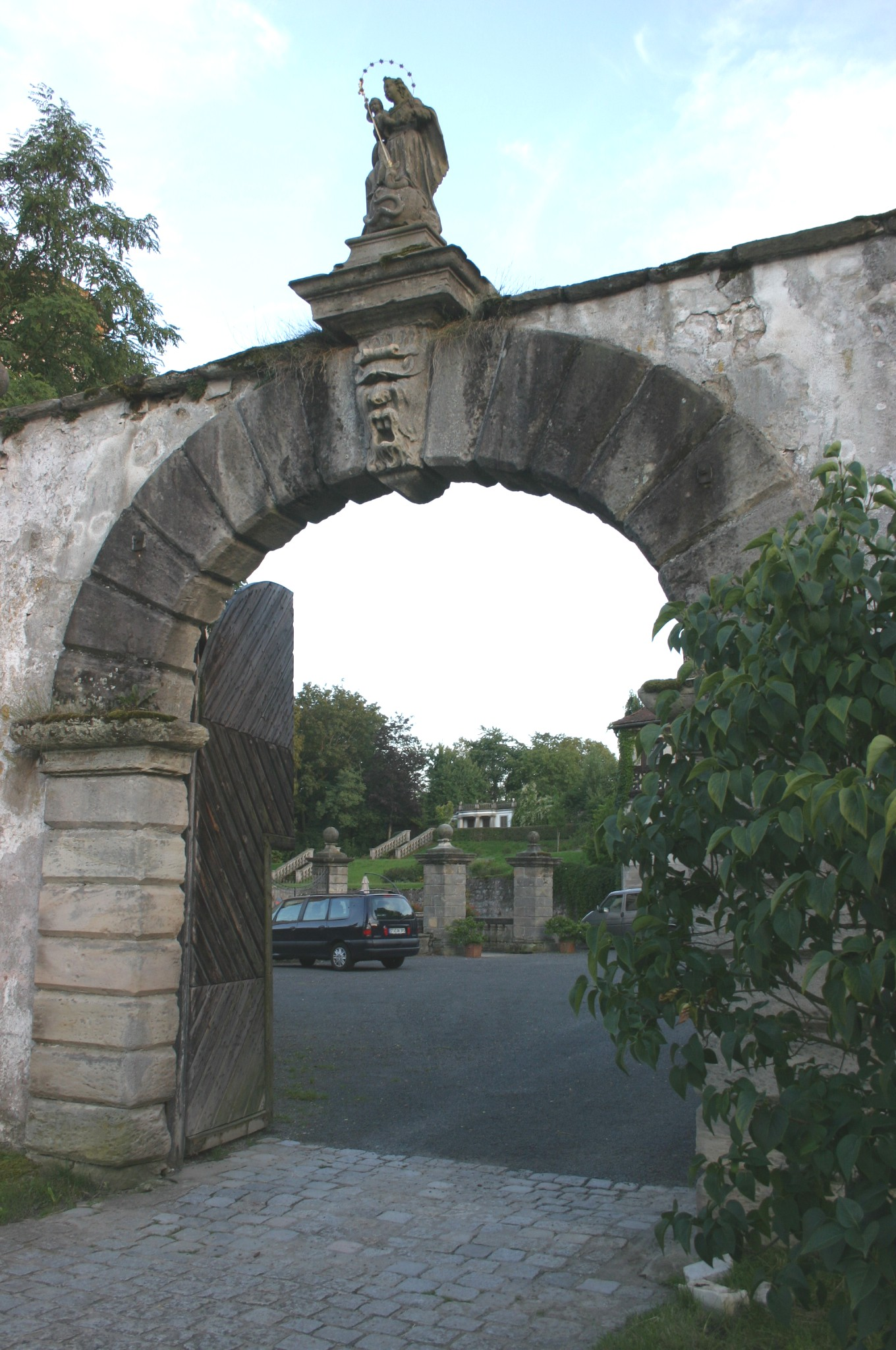